# Кантонијера дела Презолана (Бергамо)
Кантонијера дела Презолана је насеље у Италији у округу Бергамо, региону Ломбардија.
Према процени из 2011. у насељу је живело 26 становника. Насеље се налази на надморској висини од 1306 м.